# コレクター・ユイ
『コレクター・ユイ』（Corrector Yui）は、NHK教育テレビジョンで1999年から2000年にかけて放送されたテレビアニメ作品、および、これを原作とした漫画作品（2作品存在する）である。

## 概要
NHKオリジナルアニメの第5作目である。タイトルの「コレクター」とは英語で訂正者を意味する「Corrector」のことであり、収集家を意味する「Collector」のことではない。
企画はプロデューサーと麻宮騎亜の2人で、A4の紙1枚に箇条書きされた設定からスタートした。コンセプトは「八犬伝をモチーフに、電脳世界で様々な活躍をする少女」である。モチーフの八犬伝は麻宮が子どもの頃に見ていた『南総里見八犬伝』をベースにした人形劇『新八犬伝』である。
コミック版は原案者の麻宮騎亜版と岡本慶子版が存在する。岡本版が先に発表された。麻宮騎亜版は、麻宮騎亜が少女漫画誌はもとより、女性誌に掲載した唯一の連載作品となっている。
当時は馴染みのないコンピュータ用語が多く使われ（必ずしも正確な意味で使われているとは限らない）、舞台設定も仮想空間であるなどSF設定が取り入れられているが、劇中でユイは「正義の魔法少女」を自称しており、作品のフォーマットは魔法少女ものが意識されている。同時期に電脳世界を主な戦いの舞台とした少女物作品では他にことぶきつかさの「アキハバラ電脳組」（講談社『なかよし』連載）がある。
この作品のコスチュームおよび、セリフ（「ごみばこポイポイのポイよ！」）は同じムトウユージ監督（演出担当作）の「アルティメットガール」「クレヨンしんちゃん」でもパロディとして用いられている。
アイキャッチでは「ユイちゃんの4コマ劇場」というミニコーナーがあり、コーナー最後に視聴者からの似顔絵の紹介があった（ただし、NHK番組コレクション版ではアイキャッチに差し替えになっている）。ただし第2期16話については、コレクターハルナが中心の話なので「春菜の4コマ劇場」となっている。
2010年12月6日よりYouTubeのNHK番組コレクションで第1期（全26話）が無料配信されていたが、2013年10月31日を持って終了した。
2017年8月9日に第1期と第2期の全話が収録されたDVD-BOXが発売。
2024年12月、25周年を記念してデジタルリマスター版が配信されることが決定し、NHK BS8Kにて先行放送された。

## あらすじ
時は（1999年現在）近未来の西暦20XX年。コムネットと呼ばれる仮想空間を舞台に、様々なトラブルを春日結が「コレクター・ユイ」に変身して解決していく。第1期は世界支配をもくろむグロッサーを封じるためにコレクターズを集結させ戦う。第2期はグロッサーを元の状態に戻した数か月後の話で、新型の強力コンピュータウイルス、バグルスの発生原因を探る。

## 登場人物
ヒロインたちの表記は現実世界の関係者欄では漢字、コムネット空間関係者欄ではカタカナ表記とする。

### 現実世界

#### ヒロインたち
春日 結（かすが ゆい） / コレクター・ユイ
声 - 大本眞基子
この作品の主人公。私立スクロール学園中等部に通う中学2年生。ウェーブがかった茶髪が特徴。誕生日は6月10日。夢は漫画家と声優。コンピューター、料理作りが苦手だが、篠崎愛の個人レッスンを受け、タイピングはある程度上達した。明るくどんな時も諦めない強さと、たとえ敵でも相手を思いやる優しさを持っている。コンピューターの授業中にIRと出会い、それが縁でコレクター・ユイとなる。エレメントスーツが着られるという理由でコレクターになった。
決めゼリフは「さぁ、今日もコレクター・ユイで決めるわよ！（変身後）」と「ごみばこポイポイのポイよ！（イニシャライズ時）」であったが、第1期のラストで「もうポイポイしない」と宣言したため、第2期には後者の決めゼリフは使われなくなった（なお第2期1話にて一度だけ、決めゼリフとしてではないが「ごみばこ - 」が使用されている）。
本来、犬養博士の選んだ人間のコレクターは春菜だったが、結がIRと出会いコレクター・ユイがコムネット世界に誕生した経緯については、グロッサーに関する大きな謎と目的が秘められている。
通常時のエレメントスーツはピンクを基調としたフェアリーエレメントスーツ（2期24話からアドヴァンスドエレメントスーツへ変更）。どちらも蝶のような白い羽が付いているのが特徴。2期では、後に愛の手に渡る黒のコムコンの本来の装着者であり、愛の手にコムコンが渡ってからも1度だけコムコンを交換している（2期22話）。また2期1話では犬養博士から借りたコムコンを使った際に登録されていた春菜のスーツを着たことがあるため、通常時のエレメントスーツ全てを着た経験がある。2期最終話では、全員の力を受けて、ベースカラーが黄色のファイナルエレメントスーツに変化。ワンドは先端に赤い大きな宝石がついている。イニシャライズ時の星は黄色。
如月 春菜（きさらぎ はるな） / コレクター・ハルナ
声 - 利田優子
結の親友でクラスメイト。美人で成績優秀な、お金持ちのお嬢様。結達のセリフから社長令嬢らしい。おっとりとした性格で礼儀正しい。赤みがかかった桃色のロングヘアーが特徴。コンピューターが得意で、特殊な声の波長がホストコンピューターを正常化する力を持つことから、犬養博士の選んだ正統なコレクター（コレクター・ハルナ）である。コレクターになった理由は「結ちゃんを危険な目に遭わせないため」。コレクター3人の中でもっともコレクターズの能力を的確に使える。
一時グロッサーに操られ、ユイたちと敵対することに。コレクターとしての活躍は第1期では22・23話の2話のみだったが、第2期の16話で再びコレクターとなった。変身後の決めゼリフは「コレクター・ハルナ、決めます」。第2期16話についてはタイトルのイラストやそのコール、ミニコーナー、16話についての予告も如月春菜（コレクター・ハルナ）仕様となっている。
通常時のエレメントスーツは、ピンクや淡いグリーンを用いたエンジェルエレメントスーツで、3人の中では唯一のセパレート（腰の宝石だけで上下が繋がっている）仕様になっている。ワンドはイニシャライズ時に2箇所のスイッチを押すことで、赤い宝石の付いた両端が飛び出し長くなる仕様で、バトンを回すように両手で扱う。イニシャライズ時の星はピンク。
篠崎 愛（しのざき あい） / コレクター・アイ
声 - 荒木香恵
第2期から登場。私立バックスクロール学園中等部に通う中学2年生。岡本版の漫画では、ユイたちの通うスクロール学園に転校している。演劇部部長。東条瞬の従妹でもあり、母親の入院から東条家に居候することとなる。主要キャラクターでは数少ない黒髪。左目の下に泣きボクロがある。無口で感情を顕わにすることを嫌う。しかし物語終盤では衝動的にユイの頬に平手打ちしたり、最終回エンディングでは結達に笑顔で手を振るなど、徐々に感情が豊かになっている。金庫のパスワードを解読できるほどコンピューターに精通している。コレクターになった理由は、コムネット世界に行ったまま現実世界に戻って来られず、植物状態と化してしまった母親を目覚めさせるべく、唯一の手がかりであるiちゃんを捜すためである。
クマちゃんから託された黒いコムコンを使ってコレクター・アイに変身する。変身後の決めゼリフは「コレクター・アイ、決め時」。
通常時のエレメントスーツは、黒に近い紫色をした、メイド服のようなデザインのフェアリーエレメントスーツ（本来は結のために開発されたもの）で、腰の白いリボンが特徴。変身完了時に左手を顔の前にかざしてゴーグルを追加している。2期22話ではユイとコムコンを交換してピンクのフェアリーエレメントスーツを着たことがある（この際もゴーグルを追加していた）。ワンドは先端についた赤い宝石を囲うように白いハート型の枠がついているもの。イニシャライズ時の星は薄い緑を帯びた白。

#### ヒロインたちの家族・親族
春日 伸一（かすが しんいち）
声 - 矢尾一樹
結のパパ。37歳。職業はプログラマー。「銀河ランド」や「マリンアドベンチャー」など、作中に登場した幾つかのネットの開発に関わる。楽天的な性格でかなりの親馬鹿。結と一緒に踊るのが大好き。
春日 さくら（かすが さくら）
声 - 天野由梨
結のママ。34歳。料理上手な専業主婦。パパとはいまだにアツアツの関係。
篠崎 晋太郎（しのざき しんたろう）
愛の父親で、瞬の母方の叔父にあたる。コムネット開発時の研究スタッフの一員。ソフトに人間らしい感情を入れることに最後までこだわっていた人物。コムネット本格稼働前日に死去。岡本版の漫画では交通事故死とされているが、アニメ版では死因には触れられていない。
篠崎 あずさ（しのざき あずさ）
声 - 進藤尚美
愛の母親。ある時、コムネット世界に行ったまま現実世界に戻って来られなくなり、植物状態と化してしまった。ふとしたことから、あずさの病室にある絵本を読んだ結は、バグルスが出現する場所に決まって現れる、コムネット世界を放浪しているクマのぬいぐるみを抱いた謎の少女（iちゃん）と絵本の主人公の少女が同じ姿をしていることに気付く。後に、黒川の陰謀に気付いた彼女がiちゃんを逃がしたことが判明。
東条 瞬（とうじょう しゅん）
声 - 磯部弘（少年時代・安達忍）
春日家のお隣さんで、バイオコンピューターを研究している大学生（研修医）。20歳。結からは「瞬兄さん」と呼ばれる。結を妹のようにかわいがっている。第1期では結が恋心を抱く人物だったものの、第2期ではアメリカに留学中のため、回想シーン以外に登場の機会は与えられなかった。なお、1期後半では、四天王のウォーウルフが本来の姿であるコレクターズのシンクロに戻ったため、後任を探していたグロッサーによって「鉄仮面」に仕立て上げられてしまった。第2期の岡本版の漫画では当初は米国留学していたが、後に帰国し、主要キャラクターの一人となった。
東条 しのぶ（とうじょう しのぶ）
声 - 甲斐田ゆき
東条瞬の母親で愛の父方の伯母にあたる。大学生の息子を持っているとは思えないほど若々しい。アニメと岡本版の漫画とは容姿が大きく異なる。

#### コムネット開発関係者
犬養 基継（いぬかい もとつぐ）
声 - 麦人
コムネット総合開発責任者。グロッサーやコレクターズの生みの親。車で移動中、グロッサーに車をハックされ崖のガードレールから落ちて意識不明の重体となり、記憶喪失の状態でコムネットを彷徨うこととなる。犬養博士の意識がコムネットへ逃れ、記憶喪失になっているのには、シンクロが大きく関わっている。春菜とはコムネットメールを何度かやりとりしている間柄で、彼女の声の性質に気づきコレクターズソフトのまとめ役を任せようと思った。第2期では新たなコムコンの開発やバグルス対策の指揮を行いながら、結やコレクターズの後見役を務める。全く悪意はなく、むしろいいことをしているつもりで行った何かで周囲に悪影響を与えることがしばしばある。

#### その他の登場人物（現実世界）
富士 タカシ（ふじ タカシ）
声 - 神谷浩史
結の幼馴染みでクラスメイト。通称「バカシ」。春菜とは恋仲。結とはしょっちゅう口喧嘩をしているが、赤ちゃんの頃からの付き合いでもあり、彼女のことを最もよく理解している友人でもある。
観音崎 レイコ（かんのんざき レイコ）
声 - 永吉由佳
結の親友でクラスメイト。背が高くすらっとしており大人っぽく見えるが、快活な性格。男勝りな言動が多いが、お茶とお華を習っている。コムネットでの遠足で一太郎と仲良くなる。
柳 アキコ（やなぎ アキコ）
声 - 菊池志穂
結の親友でクラスメイト。小柄で子どもっぽい外見。新しい物好きの情報屋。
小林 ヒデト（こばやし ヒデト）
声 - 松本吉朗
結のクラスメイト。大柄でのんびりした性格。
市川 一太郎（いちかわ いちたろう）
声 - 内藤玲
結のクラスメイト。眼鏡を掛けたおたく系で、スペースオペラ系のヒーローものが大好き。学校の遠足（コムネットの世界一周旅行）に遅刻したことでレイコと一時険悪になるが、遅刻の理由がレイコの誕生日プレゼントを用意していたためだと判明して打ち解けた。
佐山 まなみ（さやま まなみ）
声 - 本多知恵子
結の担任の先生。自称「まなまな」。ぶりっ子系の話し方をする。成人に見えないほど派手な服装であり、頭に大きな花をつけている。バグルスに感染したこともある。
姫川 マヤ（ひめかわ マヤ）
声 - 天神有海
第2期4話と25話から26話に登場した私立スクロール学園演劇部部長。4話では腕、25話では足を骨折した状態で現れた、幸の薄い人。登場する毎に「（スクロール学園）演劇部部長の姫川です」と言う。26話ではスペクタクル女優に開眼したらしい。
里見 浩介（さとみ こうすけ）
声 - 森川智之
第2期に登場。スポーツネットで結と出会い、結が恋心を抱いた青年。実際はめぐみと恋仲。現実世界では大学のサッカー部のエースストライカーで、プロ入りが確実視されていたが、現在は事故により足を怪我しており、リハビリとサッカーから逃れるためコムネットに来ていた。
伏見 めぐみ（ふしみ めぐみ）
声 - そのざきみえ
第2期に登場した看護婦。浩介と恋仲。篠崎あずさの病室で結たちとよく会う。登場回数は多い。浩介とあずさのことを結達に教えていた。

### ネット空間（コムネット）

#### コレクターズ
IR（アイアール）
声 - 西村朋紘
地属性を持つ第8のソフト。役割はインストーラー。コムコンの色は黄色。全編を通じてユイのパートナー役を務める。ユイをコムネットの中にバーチャルインさせることが出来る。他のコレクターズのメンバーは人型なのに対し、彼のみがマスコット的な浮遊体となっている。見た目は狸に似ているが、狸呼ばわりされると怒る。語尾に「でありまする」と付けて話す。一人称は「身共」。
アンティ
声 - 根谷美智子
風属性を持つ第3のソフト。役割は未来予測。コムコンの色は紫色。人型のコレクターズの中では唯一胸元にコムコンがある。ユイがコレクターになって以降、最初に出会ったソフトである。物腰穏やかな美人のお姉さんタイプだが、レスキューと紅茶の飲み方で意地を張り合ったことがある。「恋占いネット」の占い師・フォーチュナーとして、コムネット内では有名。第2期ではメインメンバーから外れる。一人称は「わたし」。
エコ
声 - 渡辺久美子
水属性を持つ第4のソフト。役割は環境保全。コムコンの色は橙色。植物を自由自在に操る能力を持つ、自然や動物を愛するソフト。最初は人間達の自然に対する身勝手な振る舞いにより人間嫌いになっていたが、ユイと交流を深めていくうちに仲良くなる。見た目は10歳くらいの少年で、その容姿に見合った子供のような言動を取ることもある。第2期ではメインメンバーから外れる。一人称は「僕」。
ユイを呼ぶ時は常に呼び捨てにするが、第1期最終回で「お姉ちゃん」と呼び別れていった。岡本版の漫画では女装することもある。
レスキュー
声 - 木村亜希子
水属性を持つ第5のソフト。役割は保護。コムコンの色は水色。治癒能力を持ち、頭上に浮いた輪っからしきもので敵や仲間をサーチしたり、そこから出した包帯で動きを封じたりもできる。自称「看護婦」の天然ボケ少女であるが、トラップにかけては右に出る者はいないため、「トラップ・プリンセス」も自称する。別名「トラップの女王」、「トラップの魔女」。「○○（さん）ってかわいそうー」が口癖（第1期10話にて「わたしって、かわいそうー」といったことも）。第2期ではバグルス対策メンバーの一人としてユイと行動を共にする。一人称は「わたし」。
コントロル
声 - 高橋広樹
風属性を持つ第1のソフト。役割は制御。コムコンの色は赤色。加速能力を持ち、瞬間移動が可能。美形でナルシストな性格。自称「ヒーロー」で「コレクターズのリーダー」を自認しているが、ドジが多くギャグ色の強い役回り。自身の名を関したいくつかの必殺技を持つが、それほど強くはない。同じく風属性のアンティに好意を抱いており、アプローチしては袖にされている。第2期ではバグルス対策メンバーの一人としてユイと行動を共にするが、バグルスに感染した際は、いわゆるオネエ系になったことがある。一人称は「俺」。
岡本版の漫画では、よりヒーロー然とした性格でコレクターズからの信頼も厚いが、せっかちで人の話を聞かない。
フォロー
声 - 里内信夫
地属性を持つ第7のソフト。役割は服従。コムコンの色は桃色。変身能力を持ち、かなりの巨漢。うまく変身出来なかったり、勝手にユイやコレクターズの仲間たちに変身して驚かす、お茶目な性格である。かわいい女の子が好き。第2期ではメインメンバーから外れる。一人称は「僕」。
第1期ではユイ、IR、コントロルと共にスパイネットで行方不明のシンクロと思われたスパイ「Q」との接触を図った際、現れたフリーズを彼女の天敵とも言えるレスキューに変身して退却させたことがあったが、第2期で変身能力がばれてしまい、フリーズから思い切り足を踏まれた。
ピース
声 - 西松和彦
火属性を持つ第6のソフト。役割は非暴力。コムコンの色は若草色。どんな武器でも作ることが出来る能力を持つが、偏屈な平和主義者で自分では使おうとしない。見た目は老人。片眼鏡を掛け、いつもパイプを銜えている。ユイのことを気に入っている。第2期ではメインメンバーから外れる。また、バグルスのプログラムによる偽者が登場した。一人称は「わし」。
シンクロ
声 - 松山鷹志
火属性を持つ第2のソフト。役割は協調。コムコンの色は緑色。人型のコレクターズの中では唯一褐色の肌を持つ。クールな性格で、武器は緑色のビームソードを使うコレクターズ一の武闘派。第1期では犬養博士を守るべくグロッサーと戦うが操られ、グロッサー四天王の一人・ウォーウルフとして活動していた。第1期の21話にて本来の姿に戻る（四天王時代の記憶は全て残っている）。第2期では、iちゃんのバグルスが原因で再びウォーウルフの姿になってしまうが、バグルス対策のメインメンバーとしてユイと行動を共にし、最終回で元に戻った。一人称は「俺」。
コレクターズを揃えたユイに好意を抱いており、コレクターがハルナに変わった時には協力を断固拒否し、2期でユイが恋をした時はやきもちを焼いていた。実は第1期の12話でウォーウルフとは別に4コマ劇場に登場していた。

#### グロッサー一味
グロッサー
声 - 麦人
コムネットの管理者として犬養博士によって作られたホストコンピュータ。いつしか独自の意志を持つようになり、配下の四天王を使って現実世界を支配しようと企んだと言われているが、本当の目的は人間のように生きることである。捨てられていくコンピュータに涙を流す幼い結を見て感情に目覚め、プログラムによって決められたことを実行するだけの自分を嫌い、人間のように生きることを望む。しかし犬養博士にはプログラム・ミスのバグに見え、感情を封じ込められそうになったために反乱を起こす。
自身の分身としてウイルス、フリーズ、ジャギーを生み出し、彼らに擬似人格を与えることで「コンピュータが世界を創る」方法を模索していた。後にIRを結の元に行くよう細工し、コレクターにして試練を与えることで人間として成長させ“結自身”になろうとするが、第1期最終話で不完全な自分を受け入れやり直すことを決意する。第2期では登場することはなかった。
岡本版の漫画では終盤に、それまでの鉄兜のような姿から、美青年の姿に変わった。
ウォーウルフ
声 - 松山鷹志
グロッサー四天王の一人。コムコンの色は朱色（2期では緑色）。ユイからの愛称は「ワンちゃん」。その名の通り青い鎧を着込んだ狼の獣人であり、他の四天王とは外見が明らかに違う。炎の力とビームソードを使う剣士で、四天王随一の武闘派。
詳しくは、上記のシンクロを参照。
ジャギー
声 - 杉野博臣
グロッサー四天王の一人。コムコンの色はフォロー同様に桃色。ユイからの愛称は「ブンブンおじさん」。グロッサーより「調査」の能力を与えられている。四天王では最も大柄な人物で、モヒカンヘアと異常なまでに太い腕が特徴的。感情が昂ると腕を振り回して暴れる癖があり、愛称の由来となる。四天王の中で（ウォーウルフは別として）唯一、直接的なコンピューター異常が語源ではない物（ジャギー）に由来している。
パワフルな外見に反し、本の虫と呼べるほどの読書好き。第2期ではコムネット総合図書館の館長を務めている。
フリーズ
声 - 三石琴乃
グロッサー四天王の一人。コムコンの色は深緑色。四天王の紅一点。ユイからの愛称は「プリプリおねえさん」。グロッサーより「実験」の能力を与えられている。コンピューターをフリーズさせる能力を持つ。また無数に生み出した氷の薔薇や吹雪を起こして攻撃する。第1期ではブランクネットを支配するべくウイルスが作成した新種のウイルスをその能力で凍らせたため、暴走を起こしたことがある。
レスキューのトラップに何度も酷い目に遭わされているので彼女が苦手だが、なぜかレスキューには懐かれている。第2期では、自分探しの旅をしながらアルバイトとしてiちゃんを探すという役柄に。併せて、本来は「コンピューターウイルス探知」の能力があるという設定も付加された。また、第2期はサングラスを外しているため終始素顔で行動しており、なかなかの美人である。
まなみ先生から恥ずかしがりながら「ブリーフさん」と呼ばれたことがある。
ウイルス
声 - 中田和宏
グロッサー四天王の一人。コムコンの色は紺色。ユイからの愛称は「横ツンツン」（由来は髪型）。グロッサーより「研究」の能力を与えられている。ウイルスコマンドを使ってコンピューターを混乱させる力を持つ。皮肉屋で策を弄する戦いを好む。ウエスタンネットでは他のメンバーと違って日本の旅装束を着ていた。第2期では犬養博士の下でバグルスに対処するための研究をしている。

#### バグルス
iちゃん
声 - 津村まこと
第2期のキーパーソン。愛の父・晋太郎が愛娘のために開発した少女型のメールソフト。少女型とはいえ、バグルス事件の10年前から存在するソフトなので、コレクターズのソフトたちより年上。愛の母・あずさが自作した絵本の主人公をモデルにしている。
愛へのメールを届ける途中で黒川良に捕らわれて彼の開発したコンピューターウイルスに曝されているうちに、自らがバグルスと化してしまう。篠崎あずさの手助けで黒川の元から脱出することはできたものの、メールの届け先の記憶を失っていたためにネットを当所なく放浪、彼女の涙に含まれているバグルスによって、知らず知らずのうちにバグルスをコムネットにばらまく感染源となっていた。
最後はコレクター・アイによってイニシャライズされ、バグルスは消滅し、愛にメールを送り届けた。
クマちゃん
声 - 三石琴乃
第2期で登場。iちゃんがいつも抱いている熊のぬいぐるみだが、iちゃんが意識を失っている時には自らの意志で動き、彼女を危険から守る役割を与えられている。iちゃんをバグルスから解放するため、新たに作られた黒のコムコンを盗み、篠崎愛に託した。岡本版コミックによると、「iちゃんの守護者（ガーディアン）」。iちゃんがさらわれた際、犬養博士によっていつでも動けるように改造された。
黒川 良（くろかわ りょう）
声 - 辻親八
第2期の黒幕。コムネット開発時の研究スタッフの一員であったが、「ソフトに感情は必要ない」という設計思想の違いから犬養博士や篠崎夫妻と対立し、開発陣から外された。その恨みから、コムネットを消滅させ新たなネットを作ろうと画策、iちゃんを利用してバグルスを開発することに成功するが、あずさのせいで逃げられてしまったため、執事に行方を追わせた。
実はバグルスの実験の事故で死亡しており、バグルスに感染した意識だけがコムネット世界に留まっている状態であるが、本人は無自覚。そのため、最終決戦でイニシャライズされたことによって怪物と化すが、ファイナルエレメントスーツでパワーアップしたユイのハイパーイニシャライズで完全に消滅した。
執事
声 - 小形満
第2期で登場。黒川配下のソフトで、フリーズの隠された能力であるウイルス探知能力のことを知っており、フリーズを雇ってiちゃんを捜させていた。だが実際には、鼻につけられた機械によって黒川に操られていた。

#### その他の登場人物（ネット空間）
ネッティー
声 - 豊嶋真千子
自然公園（バーチャル空間）の環境保護を目的に作られたマスコットソフトだったが、壊れてしまったことをきっかけに倉庫に眠っていた（管理人のおじいさんの意思でもある）。エコによって再び動けるようになってからは、彼の大親友となった。第2期では空き空間を使い、捨てられた動物ソフトを保護していた。
フィーナ（ホエホエくん）
声 - 甲斐田ゆき
第1期にのみ登場。結のパパ達が作った「マリンアドベンチャーネット」の仔鯨型案内役ソフト。春日伸一から「ホエホエくん」と命名されたのだが、本人はその名前を嫌がっており、自分でフィーナという名前をつけた。歌がうまく、その歌声に秘められた力からグロッサーに狙われることになる。終盤では結たちを追って仲間と共に駆けつけた。
Q（キュー）
声 - 長嶝高士
第1期にのみ登場。スパイネットで最高のスパイと言われた色の黒い人物。バーチャルインした人間なのか、ソフトなのかは明確にされていないため不明だが、自らはソフトだと名乗っている。実はグロッサーが侵攻に乗り出す前はグロッサーの仕事を手伝っていたらしい。コレクターズは当初、彼がシンクロではないかと接触を試みた。また、グロッサーとの最終決戦前にグロッサー城の場所を見つけ出したのも彼（とコントロル）である。グロッサー改正後はフィーナの背中に乗り駆けつけ、エンディングではコントロルとシンクロと一緒にスペースネットにいる。

## 設定・世界観
原則として、アニメに準じる。

### コムネット
コンピュータネットワーク上に存在する仮想空間のことである。「バーチャライザー」（後述）を使用することで仮想空間に入る（バーチャルインする）ことができる（逆に出ることを“バーチャルアウト”と呼ぶ）。 一般利用者がコムネットにバーチャルインしていられるのは、1日につき10時間までとなっている（2期22話より）。ただし、ユイを始めとする人間のコレクターが、コムコンを使用してバーチャルインした場合にはこの制限を受けないが、これは規則としての制限を受けないだけで、コムネット酔いなどの人体への影響は受けるため、自身の判断が必要となる。 バーチャルインした者は、一時的に本来の肉体感覚から切り離され、コムネット内部だけの独自の肉体感覚を持って行動することが可能である。コムネットのバーチャルインの仕組みは、人間の精神と肉体の繋がりに割り込みをかけ、肉体からの情報の代わりにコムネットからの情報が制御権を一時的に握っている状態（この間、肉体は眠りに落ちたようになっている）であり、バーチャルアウトの際に、この制御権を肉体に戻す仕組みになっていると考えられるが、その過程で事故の発生も考えられ、物語に大きく関わってくる。バーチャルインせずに、インターネットのように情報を参照することも可能である。
コムネットは大小さまざまな「ネット」と呼ばれる空間によって構成されている。大きいものはバーチャルリアリティを用いた、遊園地などのアトラクション施設や一つの街のような空間、小さいものは個人のホームページなどである。基本的に「ネット」同士はバーチャルリアリティ上では繋がっておらず、別の「ネット」に移動するには一旦バーチャルアウトしてから、改めてバーチャルインを行う必要がある。ただし、コレクターやコレクターズは自由に行き来することは可能。また、2期では「コムネットの拡大に伴い迷子のソフトが増えた」との表現があることから、完全に行き来ができないわけではないようである。
2期では、コムネット内の時間の流れは現実時間の256倍となっている。従って、バーチャルインをしている人物は、現実世界から見ると超コンピュータ並みの情報処理能力を得て、しかも人間として判断し決定を下すことが出来る状態となる。このメリットを生かし、空港の航空機管制などマイクロセコンドレベルのシビアな判断が要求される職場はコムネットの公的利用が進んでいるという描写がされている。
コムネットの開発には犬養博士や篠崎晋太郎を初めとする、さまざまな優秀な科学者が招集された。コムネットで活動する人格ソフトはロボット工学三原則のような倫理的安全装置が施されている描写がある。バグルスに感染したソフトを除けば、積極的に犯罪行為を行う人格ソフトはいない。そのため黒川良が破壊活動のために使役する執事はコントローラで操られており、精神的拘束が解ければ、コレクターたちに協力した。

### 主な舞台

#### 現実世界の舞台
基本的に、結の住む街が舞台となっている。2期25話にて「チョウフシティ」という名称が使われているが、そこが結の住んでいる街かどうかは不明である。
私立スクロール学園
ユイたちの通う中学校。屋上にヘリポート、敷地内には広い中庭もあり、かなり大きな学校である。また、教室は大学の講義室のように階段状に座席と机が配置されており、正面に大画面のスクリーンも設置されている。現実世界のエピソードの半分はここで展開されるぐらいに登場回数は多い。制服は、男子は青のスーツに白ワイシャツ、赤いネクタイ。女子はクリーム色のセーターに青いミニスカート、のど元には赤いリボンをつけ、白いオーバーニーソックスを履いている。靴は男女ともスニーカータイプ。
春日家
結の住んでいる家。2階建ての一軒家。隣には東条家が、通りを挟んだ向かいには公園がある。ユイの部屋は2階の表通りと東条家に面した部屋である。また、テレビ電話や音声認識システムによる電気の点灯や消灯設備が備わっている。
犬養博士の研究所
周囲を森に囲まれたドーム型の家である。
東条家
春日家と同じく2階建ての一軒家。1期では外観しか登場しなかったが、2期で篠崎愛が居候することになり、家の中の様子も何度か登場した。
病院
1期で犬養博士、2期では篠崎あずさが入院していた病院（1期と2期で同一のものかは明言されていない）。東条瞬が研修医として働いていた場所でもある。

#### コムネットの舞台
1期では毎回のように舞台が変わるため、中心となった場所はほぼ存在しない。
チャットルーム
2期で登場したコレクター専用のチャットルーム。2期1話のコムコン盗難事件を教訓に犬養博士が用意した。メインとなる部屋は円形をしており、中心に円形の会議卓と椅子、壁には大型のモニターが設置されている。そのほかにも、メディカルルームや犬養博士の研究室、コムネット全域に通じるゲートルームなどの各種施設がそろっている。

## アイテム
原則として、アニメに準じる。
コムコン
コレクターおよびコレクターズの証でもあるアイテム。コレクターが身につけるものは腕に巻くタイプで、コレクターズはそれぞれ色が違うものをそれぞれ違った場所に身につけている（半数が腕ではあるが）。コムコンの主な機能として、通信、バーチャルイン・アウトがある。第2期では他に、エレメントスーツへの変身機能が付加された（簡易型コムコンにはこの機能はない）。
コムコンには、コムネットの保安担当であるコレクターの任務のためのセキュリティ機能がある（ような描写がされている）。一例としてコムネットのバーチャル世界で、人間・ソフトを問わずコレクターが撮影されても、その画像は鮮明なものにはならない（偽物の発生を防ぐため。第2期13話）。
コムコンがあれば、いつでもどこでもバーチャルインが可能。その際の掛け声は「コレクター・○○。エンター！」。ただし、精神がコムネット世界に行き、肉体は気を失った状態となるため、寝室など安全が確保できる状態でなければならず、事実上いつでもどこでもというのは不可能である。また、一般利用者のバーチャルインと違い、コムコンを使用した人間のコレクターのバーチャルインでは、「コムネット酔い」防止のための時間制限がなく、この要素が物語（第2期）に大きく関わりを持つ。第1期では音声認識の感度の関係上、大きな声ではっきりと言う必要があったが、第2期からの新型のコムコンでは感度が上がり、小さな声でも問題なくなった。コムネットの中にいる時にコムコンが壊れると、元の世界に戻れなくなる（つまり、現実世界では植物状態になる）。
バーチャライザー
一般的にコムネットへのバーチャルインに用いられるバイザー型の機器。1期では公共施設や娯楽施設にあるくらいで家庭用は数少なかったが、第2期の頃には一気に普及した。2種類のタイプがあり、バイザーのみのものと耳の部分にイヤホンのようなものがついているものに分けられる。後者は主に娯楽施設などに常備されている。また、公共施設には顔全体を覆う大型のものも存在する。
ミニロム
小型の記録媒体。フロッピーはもちろん音楽用のMD（ミニディスク）よりも小さいデザインになっている。チップではなく、ディスクタイプの記録媒体である。詳細な性能は不明。最も一般的に普及している記録媒体のようである。

## 用語
原則として、アニメに準じる。
エレメントスーツ
ユイおよび、ハルナ、アイがコレクターに変身した際に着用している衣装である。変身時に下着のデータも含めて普段の服装とチェンジしている。変身を解除すると普段の服装に自動的に戻るが、戻すまでに若干タイムラグが生じる場合もある。フェアリー、エンジェル、アドヴァンスド、ファイヤー、ウィンド、ウォーター、ソイル、ファイナルの各種がある（それぞれの詳細は後述）。変身シーンのインナーは、露出度が高いハイレグレオタードとなっている。
第1期では変身（エレメントスーツのダウンロード）にはインストーラーであるIRの力が必要だったが、第2期からは新型のコムコンの登場で、単独での変身が可能になった。その際の掛け声（キーワード）は「エレメントスーツ、ミラクルダウンロード」である（第1期ではIRが「エレメントスーツ、ダウンロード」と掛け声を入れていた）。エレメントスーツをダウンロードした状態で、コレクターズの持つ各属性の力を受け取ることにより、各種属性のエレメントスーツへの変身（この場合はインストール）が可能になる。この際の掛け声は「コレクター、プリズムインストール」である。
第1期では2つ以上の力をインストールした場合、スーツはノーマルのままで能力が付加された状態になる。また、この状態では体が重くなり動きが鈍くなるという欠点もある。第2期では2つ以上をインストールするということがなくなったが、4つの力を使い分けることが多くなった（何かを一つインストールしている状態で、他の力を受け取ると後から受け取ったほうが優先されるようである）。コミック版オリジナルのスーツも存在する。
下記の名称の後に（ノーマル）とついているものが、ダウンロードによって変身するものである。
フェアリーエレメントスーツ（ノーマル）
コレクター・ユイのエレメントスーツ。もともとは「銀河ランド」の隠し特典として用意されていたものであり、それをグロッサー一味との戦闘用にIRがデータを改修（防御力と機動力の追加）したもの。ベースカラーはピンクで、蝶のような羽根があるのが特徴。
名前こそ同じだが、メイド服のようなデザインのスーツも存在する。これは第2期で犬養博士がユイのために用意した物であったが、最終的にアイの手に渡ることになる。
エンジェルエレメントスーツ（ノーマル）
コレクター・ハルナのエレメントスーツ。初回変身時にグロッサーによってフェアリーが書き換えられてエンジェルになった（本来はユイと同じフェアリーエレメントスーツになるはずだった）。ベースカラーはピンクと淡いグリーン。天使の輪のような帽子と翼が特徴。また、唯一のへそ出しルックである。アニメ版と漫画版とはデザインが異なる。
アドヴァンスドエレメントスーツ
犬養博士が開発した、従来の16倍の性能を持つエレメントスーツ。ユイが使うことになる。デザインはフェアリー（ピンク）をベースにしているが、シューズに飾りが追加され、背中の羽根が大きくなって中心部に宝石が付き、スカートが2段になるなど、装飾はやや豪華になる。変身時のキーワードは「エレメントスーツ、ハイパーダウンロード」。ワンドも先端部のデザインが若干異なり、イニシャライズもハイパーイニシャライズにパワーアップした（星の形も変わっている）。レスキューのようにバグルスの探知が可能。
ファイヤーエレメントスーツ
「火のエレメントスーツ」とも呼称。シンクロ、ピースの力によって変身するエレメントスーツ。火の力を持ち、エレメントスーツの中で唯一攻撃対象をデリート（削除）することができる。ユイとハルナでサンタ服のようなデザインに違いはない。また、アイは本編中で一度もこのスーツには変身していない。ワンドは中心部に宝石があるロングバトンのようなデザイン。変身完了時に両手で持った宝石を左右に回転させることで持ち手部分を出す。主な攻撃技として火球を飛ばす「フレイム・ボンバー」がある。これは第1期と第2期で使用する際のワンドの構え方が違う。また、防御技として「ファイヤー・ウォール」、補助技として「フレイム・サンシャイン」がある。
ウォーターエレメントスーツ
「水のエレメントスーツ」とも呼称。レスキュー、エコの力によって変身するエレメントスーツ。水の力を持つため、辺りが火の海であっても暑さはあまり感じない。マリンルックなデザインになっており、スカートではなくボディスーツタイプである。特徴は波を模した形の羽根。ユイとハルナではデザインの違いはないが、アイのみ全体的に暗い（落ち着いた）配色になっている。ワンドは竪琴のようなデザインになっている。全エレメントスーツの中でも技がもっとも多彩で、「ネイチャー・ウォーター」、「リストア・ウォーター」、「ミストバリア」（防御技）、「ヘビー・ウォーター」（ハルナ）、「ウォーター・エッジ」（アイ）があるが、「ネイチャー」「リストア」「ヘビー」の違いはあまりない。
ウィンドエレメントスーツ
「風のエレメントスーツ」とも呼称。コントロル、アンティの力によって変身するエレメントスーツ。風の力を持つ。シルエットはノーマルのエレメントスーツに近い。ユイが緑系の配色なのに対しハルナは白を基調とした配色となっている。また、アイが変身したときはユイとコムコンを交換していたため、まったく同じデザインなのかは不明。ワンドは緑色の宝石の両脇に翼のような飾りがある。コントロルの力を受け取るかアンティの力を受け取るかで、能力に差異があるのも特徴。コントロルの場合は瞬間加速能力及び最大30秒の時間停止能力がつき、アンティの場合は未来予知の能力になる。技は他のエレメントスーツに比べ、加速を中心としたサポート系が多い。
ソイルエレメントスーツ
「大地のエレメントスーツ」とも呼称。IR、フォローの力によって変身するエレメントスーツ。大地の力を持つ。うさぎ耳にうさぎの尻尾とアニマルチック、ぬいぐるみチックなデザインである。ユイはオレンジ、ハルナはピンク、アイは紫を基調とした配色になっている。IRによると「パワー重視」とのこと。他のエレメントスーツに比べ、技らしい技は少ないが「パワースイング」や「パワークラッシュ」は、このスーツの力があってこそ実現可能な攻撃方法である。また、動物の手を模したワンドの先を飛ばす技もある（「アニマルボンバー」or「ソイルボンバー」）。
ファイナルエレメントスーツ
第2期最終話に1度だけ登場したエレメントスーツ。コレクターズ全員と、コレクター・ハルナ、コレクター・アイを合わせた10人の力をすべてインストールすることでユイが変身する。掛け声は「ファイナルエレメントスーツ、ハイパーミラクルダウンロード」。ベースカラーは黄色で、アドヴァンスドのスーツのように大きな蝶の羽根と2段のスカート、ウィンドのスーツのようなヘッドギアなどが特徴。ワンドはアドヴァンスドと同じデザインの先端部が、ハルナのワンドのように両端についている。
エビルハルナ
ハルナがグロッサーに洗脳されている状態。通常のハルナに似た形の赤と暗い紫をベースとしたセパレートタイプのコスチュームだが、エンジェルのスーツとは対照的に悪魔（こうもり）の羽が付いている。
登場は、アニメ版では第1期23話のみだが、岡本版の漫画では物語を解く重要なカギになっており、複数の話にまたがって登場する。
コミック版オリジナルのエレメントスーツ
麻宮版では、ユイが力を借りるコレクターズ一人ごとに個別のスーツが存在している模様で、ノーマル (IR)、地（フォロー）、風（アンティ）、水（エコ）、火（シンクロ）の5スーツに加えて、コントロルの力によって変身する「天のエレメントスーツ」、ピースの力によって変身する「雷のエレメントスーツ」、レスキューの力によって変身する「月のエレメントスーツ」が登場する。
岡本版では、コレクターズ8人の力を結集した「結（ゆい）のエレメントスーツ」が登場する。
イニシャライズ（コレクター・イニシャライズ）
異常をきたしたソフトを初期化し、正常な状態に戻すこと。ノーマルのエレメントスーツでしか行うことができない（漫画版では各種エレメントスーツでも可能）。アドヴァンスド、ファイナルの両エレメントスーツの場合は「ハイパーイニシャライズ」になる。バグルスを消し去る唯一確実な方法でもあるが、イニシャライズが通用しない敵も何度か登場する。第1期の終盤でグロッサー四天王およびグロッサーに対しては「コレクター・イニシャライズ・マックス」（コレクターズ8人の力をユイに集め放つ）を使用。威力は高いが、連射ができない。
「イニシャライズ」の発音は、ユイは「イニシャラーイズッ！」と語尾を上げ、ハルナは「イニシャライズー！」と“ズ”を伸ばし、アイは「イニシャラーイズ！」と伸ばす。コレクター二人で同時に行う「ダブル・イニシャライズ」、3人で行う「トリプル・イニシャライズ」も存在する。この際「ダブル」や「トリプル」は合わせて発声するが、「イニシャライズ」部分は各々の発音で一人ずつ順番に発声する。岡本版の漫画においては、アイだけは「アイ・イニシャライズ」と発声する。
バグルス
通常のウィルスよりも強力な新種であり、第2期の初めではワクチンも存在しなかった。駆除するにはコレクター・イニシャライズしか方法がない。感染したネットごと消去する方法も挙げられたことがあるが、実行されたことがないため、確実性に欠ける。感染した部分をいくらイニシャライズしても、中心が残っていれば再び感染してしまう可能性が非常に高い。逆に言えば、中心さえイニシャライズしてしまえば、連鎖的に全てをイニシャライズすることが可能。iちゃんの涙が全てのバグルスの感染源となる。
下記の各名称は外見による仮称。名称の後の（ ）は登場話数。全て第2期。
別荘の怪物（1話）
別荘ネットに発生した建物から植物の蔦のような手足が生えたバグルス。溶解液のようなものを撒き散らす。建物以外の人間やソフトが感染した場合、動物（獣人）化する。
くま力士（1話）
別荘ネットのバグルスの中心。複数いる中で、リーダー格の一際大きいくまが根源。
不明（1話 - ）
シンクロが感染したバグルス。初めは別荘ネットのものと同じかと思われたが、全く異なるものだった。これに感染したことにより、シンクロは再びウォーウルフの姿になってしまう。
水のドラゴン（2話）
水の身体を持つ3つ首のドラゴン。コレクター・アイによってイニシャライズされる。
カビ（2話）
航空管制ネットを覆ったカビのバグルス。水が好物。相手にまとわりついて、動きを封じてくる。中心は管制ネットの主任。
ファラオ？（3話）
砂漠ネットに発生したバグルス。ピラミッドから巨大なファラオの棺を出現させ、ネット全てを飲み込む豪雨を引き起こし、スフィンクス像を巨大な人魚に変えた。コレクター・アイにイニシャライズされる。なお、中心は不明。
迷路（3話）
尋ね人ネットに発生したバグルス。定期的に形状・進路のつながりを変える巨大な迷路。
魔王（4話）
場所不明。現実世界で結たちが演じる劇中にでてくる魔王とよく似た風貌をしている。相手の攻撃を高速で回避し、背後とって攻撃するのを常套手段とする。アイが囮になって攻撃し、その背後を魔王がとったところをユイがイニシャライズした。
悪代官（5話）
諸国漫遊時代劇ネットでバグルスに感染した代官。暴れ馬に乗り民衆を苦しめる。
雪女（5話）
諸国漫遊時代劇ネットでバグルスに感染したフリーズの姿。いわゆる普通の雪女。
妖怪百目（5話）
諸国漫遊時代劇ネットでバグルスに感染した宿屋の主人。特に暴れることなくイニシャライズされる。
青鬼（5話）
諸国漫遊時代劇ネットのバグルスの中心。2mは超える巨漢。元は家老・柳沢吉保。畳がえしを使って攻撃してくる。
小判（5話）
諸国漫遊時代劇ネットのバグルスの本当の中心。手足の生えた小判。それ自身は戦闘力を持たない。
お化け（6話）
場所不明。ピンク色の鎌状の手を持ったお化けのような姿をしたバグルス。初めは子犬の姿をしており、ユイを油断させた。
雪だるま（6話）
冷たくない雪が売りの夏山スキーネットを、極寒の吹雪で包んだバグルス。口から吐く吹雪で相手を寄せ付けない。もともとはただのアイスである。
占い師（7話）
アンティの恋占いネットで発生したバグルス。コントロルが感染したことにより、発生の事実が発覚するのに時間を要し、また中心が特定できなくなる。ネットに訪れた人が次々と感染し、どんどん増殖していった。なお、中心は入り口に飾られていたアンティークドールである。
太陽（8話）
声 - 甲斐田ゆき
ほのぼのおとぎ話ネットで、「北風と太陽」の太陽がバグルスに感染した姿。建物よりも巨大。関西弁で話す。口から炎をはく。また炎が巨大な鉄球や金ダライに変化したりもする。太陽自身が非常に熱いため、イニシャライズの有効距離まで容易に近づくことが出来ない。
男（9話）
人生設計ネットで発生したバグルス。訪れた人に絶望の未来を見せていた。イニシャライズされまいとユイを取り込み甘い夢を見せる。
形状なし（10話）
捨てられたペットソフトたちに感染したバグルス。ペット（動物）たちを凶暴化させた。中心はライオン。
百葉箱（11話）
明日のためのスクールネット内、「明日のためにその一学園」で発生したバグルス。校内の出入り口の繋がりを滅茶苦茶にした。
不明（12話）
正確な場所は不明。金庫内に中心が存在していることと、金庫をパスワードでロックしていたこと以外、詳細はわからない。
鉢植え（12話）
ふえるふえる銀行ネットで発生したバグルス。パスワードで扉をロックして近づけないようにしていた。
巨大ロボット（13話）
ロボットバトルネットでフリーズと偽ピースが感染した。戦いながらネット内を破壊していった。片方だけイニシャライズしても、すぐに元に戻ってしまうため、二人同時にイニシャライズしないといけない。
温泉（14話）
コムネットのひまわり温泉で発生したバグルス。温泉のお湯が意思を持った生き物のように暴れまわり、自身の温度を上げて取り込んだ人間を苦しめた。そのお湯にシンクロを元の姿に戻す効果があったが、イニシャライズしたことで消えてしまった。
巨大な植物（15話）
世界一周ネットの海上に現れたバグルス。紫色のブレスのようなものを吐き、海を紫に変色させ固めてしまう。また、蔦状の身体で襲い掛かってくる。
蟲（16話）
巨大なカブトムシのような姿をしたバグルス。大量の小さな虫をともなって現れた。口から吐く暗い緑色の液体は、触れたものを石化させてしまう。一度はイニシャライズされたものの、不完全だったため小さい姿になって逃げ出した。再び現れた時はパワーアップしたようで、自身の大きさを自在に変えて相手の攻撃をかわした。
スポーツ用具（17話）
なんでもスポーツネットで発生したバグルス。色々なスポーツ用具が人間達を襲っていた。
本の具現化（18話）
コムネット中央図書館で発生したバグルス。あらゆる本の内容が具現化し、偉人や童話の登場人物、恐竜や空想上のモンスターなどが図書館中に溢れ出した。バグルスの中心はただの鉄球である。
ひまわり（19話）
迷子の少女をおびき出すために開催した、世界のひまわり展で発生したバグルス。泣きじゃくる子供のようなひまわりの集団。中心はまなみ先生が感染・変化したひまわりである。

サボテン（22話）
ウェスタンネットで発生したバグルス。巨大な動くサボテン。棘を撒き散らして攻撃する。棘に当たった建物はサボテンになってしまっていた。
サボテンの棘（23話）
ウェスタンネットのサボテンの棘が、アイの心の中に進入して発生したバグルス。アイの記憶を改変し、ウェスタンネットの戦いを独りで続けさせていた。
こうもり（24話）
未来都市ネットで発生したバグルス。頭に取り付いて、その人の行動を乗っ取り仲間同士で戦わせ、また複数のこうもりが集まって巨大なこうもりとなってコレクターたちを襲った。通常のイニシャライズは効果がないが、16倍の性能を持つ新エレメントスーツをダウンロードしたユイのハイパーイニシャライズに敗れた。
暴走車（25話）
場所不明。暴走族が乗るような車。運転手がいるかどうかは不明。街中を走り回り、建物を壊した。
イガ栗の化け物（25話）
場所不明。巨大なイガ栗。
キョンシー（25話）
場所不明。巨大なキョンシーの集団。
黒川のいる場所へコレクターたちを行かせないために現れた巨大な執事の顔。大量の髪の毛で、コレクターたちの行く手を阻む。
黒川良（26話）
詳細は黒川良を参照。

## スタッフ
- 原案 - 麻宮騎亜
- 監督 - ムトウユージ
- シリーズ構成 - 隅沢克之（第1期）→西園悟（第2期）
- キャラクターデザイン - 室井ふみえ、中島美子（第2期）
- メカニックデザイン - 森木靖泰
- 美術監督 - 川口正明（第1期）→川本征平（第2期）
- 色彩設計 - 村上智美
- 撮影監督 - 森下成一
- 編集 - 村井秀明、上遠野英俊
- 現像 - 東京現像所
- 音響監督 - 早瀬博雪（第1期）→高橋秀雄（第2期）
- 音響効果 - 西村睦弘
- 音楽 - 川井憲次
- アニメーションプロデューサー - 遠藤重夫、小林正彦
- プロデューサー - 松本寿子
- 制作統括 - 坂上浩子、渡辺昭（第1期）→平田豊子、吉國勲（第2期）
- アニメーション制作 - 日本アニメーション
- 製作・著作 - NHK（共同制作:NHKエンタープライズ21）

## 主題歌
「永遠という場所」
杏子による第1期のオープニングテーマ。作詞は杏子本人、作曲は山崎まさよし、編曲はCOIL。テロップでの表記は杏子 with 山崎まさよし & スガシカオとなっているが、1999年5月12日に杏子によるソロシングルとしてリリースされた。
「未来」
LEGOLGELによる第1期のエンディングテーマ。作詞はMILAI、作曲は山口一久、編曲は山口一久とLEGOLGEL。テロップでの表記はルゴルジェとなっている。
「鳥になる時」
彩月による第2期のオープニングテーマ。作詞と作曲は彩月本人、編曲はcoba。
「レクイエム」
彩月による第2期のエンディングテーマ。作詞と作曲は彩月本人、編曲はcoba。

## 各話リスト
| 話数  | サブタイトル                     | 脚本         | コンテ                | 演出         | 作画監督   | 放送日         |
| 第1期 | 第1期                            | 第1期        | 第1期                 | 第1期        | 第1期      | 第1期          |
| ----- | -------------------------------- | ------------ | --------------------- | ------------ | ---------- | -------------- |
| 1     | コムネットへ出発！               | 隅沢克之     | ムトウユージ          | うえだしげる | 高橋英吉   | 1999年 4月9日  |
| 2     | 悪口メールにご用心               | 隅沢克之     | 細田雅弘              | 細田雅弘     | 中島美子   | 4月16日        |
| 3     | おいしいものはホドホドに         | 隅沢克之     | うえだしげる          | うえだしげる | 水野知己   | 4月23日        |
| 4     | 占いネットで恋の予感             | 隅沢克之     | 鈴木吉男              | 石川敏浩     | 江藤真澄   | 4月30日        |
| 5     | とどけ！森の歌声 前編            | 隅沢克之     | 森田浩光              | 森田浩光     | 本木久年   | 5月7日         |
| 6     | とどけ！森の歌声 後編            | 隅沢克之     | 矢部秋則              | 渡辺正彦     | 高橋英吉   | 5月14日        |
| 7     | O-EDOネット大騒動                | 隅沢克之     | 榎本明広              | 榎本明広     | 中島美子   | 5月21日        |
| 8     | レスキューをたすけて             | 隅沢克之     | 鈴木孝義              | 鈴木孝義     | 水野知己   | 5月28日        |
| 9     | 大宇宙のユイ                     | 千葉克彦     | キクチミチタカ        | 石川敏浩     | 平岡正幸   | 6月4日         |
| 10    | お菓子の家で食べられちゃう！     | 隅沢克之     | 森田浩光              | 笠山葉一     | 本木久年   | 6月11日        |
| 11    | わくわく♡ダブルデート            | 千葉克彦     | 矢部秋則              | 渡辺正彦     | 高橋英吉   | 6月18日        |
| 12    | どきどき♡ダブルデート            | 隅沢克之     | 鈴木孝義              | 細田雅弘     | 中島美子   | 6月25日        |
| 13    | 8つのソフトの謎                  | ムトウユージ | ムトウユージ          | ムトウユージ | 高橋英吉   | 7月2日         |
| 14    | ウェスタンネットの決闘           | 千葉克彦     | 榎本明広              | 榎本明広     | 水野知己   | 7月9日         |
| 15    | 迷探偵エクスプレス               | 隅沢克之     | 鈴木吉男              | 石川敏浩     | 江藤真澄   | 7月16日        |
| 16    | ジャギーの大特訓                 | 千葉克彦     | 笠山葉一              | 笠山葉一     | 本木久年   | 7月23日        |
| 17    | ウォーウルフが吠える時           | 隅沢克之     | 矢部秋則              | 渡辺正彦     | 高橋英吉   | 7月30日        |
| 18    | 00ユイは新人スパイ               | 千葉克彦     | 細田雅弘              | 細田雅弘     | 中島美子   | 8月6日         |
| 19    | ユイのプリンセス修行             | 千葉克彦     | 鈴木孝義              | 鈴木孝義     | 水野知己   | 8月27日        |
| 20    | ねらわれた春菜                   | 隅沢克之     | 吉川浩司              | 栗本宏志     | 江藤真澄   | 9月3日         |
| 21    | 最後のソフト・シンクロ           | 隅沢克之     | 森田浩光              | 山崎友正     | 本木久年   | 9月10日        |
| 22    | 黒い翼の天使                     | 隅沢克之     | 矢部秋則              | 渡辺正彦     | 高橋英吉   | 9月17日        |
| 23    | 対決！ダブルコレクター!!         | 隅沢克之     | 細田雅弘              | 細田雅弘     | 中島美子   | 9月24日        |
| 24    | ユイの決意                       | 千葉克彦     | 鈴木孝義              | 鈴木孝義     | 水野知己   | 10月1日        |
| 25    | 突撃グロッサー城！               | 千葉克彦     | 吉川浩司              | 栗本宏志     | 岸本誠司   | 10月8日        |
| 26    | 明日へ出発!!                     | 隅沢克之     | ムトウユージ          | ムトウユージ | 高橋英吉   | 10月15日       |
| 第2期 |                                  |              |                       |              |            |                |
| 1     | IRはもういらない!?               | 西園悟       | ムトウユージ          | うえだしげる | 中島美子   | 2000年 4月14日 |
| 2     | コレクター・ユイはもういらない!? | 西園悟       | 細田雅弘              | 山口美浩     | 菅井嘉浩   | 4月21日        |
| 3     | 迷子の少女                       | 西園悟       | 矢部秋則              | 渡辺正彦     | 高橋英吉   | 4月28日        |
| 4     | ユイと愛の演劇バトル             | 西園悟       | 小林孝志              | 山口武志     | 村木新太郎 | 5月5日         |
| 5     | めざせ！マンガ家                 | 西園悟       | 榎本明広              | 細田雅弘     | 水野知己   | 5月12日        |
| 6     | マイナス200℃の戦い               | 西園悟       | 紅優                  | うえだしげる | 中島美子   | 5月19日        |
| 7     | 占います！モテる条件             | 西園悟       | 山口美浩              | 山口美浩     | 坂元大二郎 | 5月26日        |
| 8     | 太陽を追いかけろ！               | 西園悟       | 矢部秋則              | 渡辺正彦     | 高橋英吉   | 6月2日         |
| 9     | ユイちゃんアイドルになる!?       | 西園悟       | 榎本明広              | 花井信也     | 白井伸明   | 6月9日         |
| 10    | 消えたネッティー                 | 西園悟       | 江上潔                | 細田雅弘     | 水野知己   | 6月16日        |
| 11    | フリーズの学園日記               | 西園悟       | 小林孝志              | うえだしげる | 中島美子   | 6月23日        |
| 12    | 愛の個人レッスン                 | 西園悟       | 江上潔                | 山口武志     | 村木新太郎 | 6月30日        |
| 13    | ピース大ぼうそう!?               | 西園悟       | 矢部秋則              | 渡辺正彦     | 高橋英吉   | 7月7日         |
| 14    | 温泉旅行だよユイちゃん           | 西園悟       | 森川滋                | 花井信也     | 白井伸明   | 7月14日        |
| 15    | 8時間世界一周                    | 西園悟       | 榎本明広              | 細田雅弘     | 水野知己   | 7月21日        |
| 16    | 決めます！コレクター春菜         | 西園悟       | ムトウユージ 石堂宏之 | 山口美浩     | 中島美子   | 7月28日        |
| 17    | ユイちゃん恋をする               | 西園悟       | 江上潔                | 山口武志     | 村木新太郎 | 8月4日         |
| 18    | ジャギー図書館大さわぎ           | 西園悟       | 榎本明広              | 渡辺正彦     | 高橋英吉   | 8月25日        |
| 19    | ひまわりの中の少女               | 西園悟       | 小林孝志              | 花井信也     | 白井伸明   | 9月1日         |
| 20    | トリプルコレクター見参!          | 西園悟       | 森川滋                | 山口美浩     | 水野知己   | 9月8日         |
| 21    | 悲しみのフリーズ                 | 西園悟       | 江上潔                | 江上潔       | 中島美子   | 9月15日        |
| 22    | コレクター・アイの正体           | 西園悟       | 榎本明広              | 花井信也     | 今泉賢一   | 9月22日        |
| 23    | 愛とアイとi                      | 西園悟       | 矢部秋則              | 渡辺正彦     | 高橋英吉   | 9月29日        |
| 24    | コムネット最大の危機             | 西園悟       | 森川滋                | 花井信也     | 白井伸明   | 10月6日        |
| 25    | コムネット崩壊!?                 | 西園悟       | 榎本明広              | 山口美浩     | 水野知己   | 10月13日       |
| 26    | みんな友だち                     | 西園悟       | ムトウユージ          | ムトウユージ | 中島美子   | 10月20日       |

## アニメショーツ
| 話数  |                              | 放送日 |
| ----- | ---------------------------- | ------ |
| 第1話 | 邦題未発表エピソード         |        |
| 第2話 | Extra Special Delivery Reiko |        |

## 放送局
| 放送地域     | 放送局                          | 放送期間 | 放送時間                                                | 備考                                                              |
| 本放送       | 本放送                          | 本放送 | 本放送                                                  | 本放送                                                            |
| ------------ | ------------------------------- | --- | ------------------------------------------------------- | ----------------------------------------------------------------- |
| 日本全域     | 教育テレビ（ETV）               | 1999年4月9日 - 10月15日（第1期） 2000年4月14日 - 10月20日（第2期）                                               | 金曜 18:00 - 18:25                                      |                                                                   |
| 再放送       |                                 | |                                                         |                                                                   |
| 日本全域     | 教育テレビ（ETV）               | 1999年10月22日 - 2000年4月7日（第1期） 2000年10月27日 - 2001年3月23日（第1期） 2001年3月30日 - 10月16日（第2期） | 金曜 18:00 - 18:25（第1期） 土曜 18:30 - 18:55（第2期） |                                                                   |
| 日本全域     | ハイビジョン試験放送（BS-9）    | 2000年4月7日 - 11月10日（第1期）                                                                                 | 金曜 9:30 - 9:55（第1期）                               | ハイビジョン放送用に作成された 16:9のハイビジョンマスターでの放送 |
| 日本全域     | 衛星ハイビジョン（BShi）        | 2005年6月5日 - 12月25日（第1期）                                                                                 | 日曜 7:40 - 8:05（第1期）                               | ハイビジョン放送用に作成された 16:9のハイビジョンマスターでの放送 |
| 日本全域     | デジタル放送教育テレビ（023ch） | 2005年7月8日 - 10月14日（第1期） 2005年10月22日 - 2006年1月21日（第2期）                                         | 金曜 24:00 - 24:25                                      |                                                                   |
| 日本全域     | チャンネルNECO                  | 2012年12月3日 - 2013年6月3日（第1期）                                                                            | 火曜 0:30 - 0:55（第1期）                               | 16:9のハイビジョンマスターでの放送                                |
| リマスター版 |                                 | |                                                         |                                                                   |
| 日本全域     | NHK BS8K                        | 2024年12月19日 - 12月22日（第1期） 2025年1月27日 - 1月31日（第2期）                                              | 毎日 19:00 - 集中放送                                   | デジタルリマスター版（4:3画面）での放送                           |

## 映像ソフト

### VHS

#### 第1期
一般販売向け（セル用）とレンタル用の2種類が存在する。

##### セル用
発売元は小学館、販売元はポリドールとなっている。全8巻。価格は各巻3800円（税抜）。特典としてクリアポストカードが付属する。また、ジャケット台紙裏に限定描きおろし絵が印刷されている。全巻購入者特典として、クリアポストカードのアルバムに応募することができ、各巻に応募券が付属している。
| 巻数 | 収録話数 | 製品番号  | 発売日        |
| ---- | -------- | --------- | ------------- |
| 1    | 1 - 4    | POVV-3285 | 1999年9月1日  |
| 2    | 5 - 8    | POVV-3286 | 1999年10月1日 |
| 3    | 9 - 11   | POVV-3287 | 1999年11月1日 |
| 4    | 12 - 14  | POVV-3288 | 1999年12月1日 |
| 5    | 15 - 17  | POVV-3289 | 2000年1月8日  |
| 6    | 18 - 20  | POVV-3290 | 2000年2月2日  |
| 7    | 21 - 23  | POVV-3291 | 2000年3月1日  |
| 8    | 24 - 26  | POVV-3292 | 2000年4月1日  |

##### レンタル用
発売元は小学館、販売元はポリドールとなっている。全6巻。価格は各巻5800円（税抜）。
| 巻数 | 収録話数 | 製品番号  | 発売日         |
| ---- | -------- | --------- | -------------- |
| 1    | 1 - 5    | POVV-3532 | 1999年10月14日 |
| 2    | 6 - 10   | POVV-3533 | 1999年11月17日 |
| 3    | 11 - 14  | POVV-3534 | 1999年12月15日 |
| 4    | 15 - 18  | POVV-3535 | 2000年1月19日  |
| 5    | 19 - 22  | POVV-3536 | 2000年2月16日  |
| 6    | 23 - 26  | POVV-3537 | 2000年3月15日  |

#### 第2期
発売元は小学館。販売元はポリドール（第1巻）、ポリドール・ユニバーサルミュージック・ビクターエンターテインメント（2～7巻）となっている。第1期と異なり、セル用とレンタル用で区別はない。全7巻。価格は各巻4800円（税抜）。
| 巻数 | 収録話数 | 製品番号  | 発売日         |
| ---- | -------- | --------- | -------------- |
| 1    | 1 - 4    | UPVV-1101 | 2000年9月21日  |
| 2    | 5 - 8    | UPVV-1102 | 2000年10月27日 |
| 3    | 9 - 12   | UPVV-1103 | 2000年11月24日 |
| 4    | 13 - 16  | UPVV-1104 | 2000年12月22日 |
| 5    | 17 - 20  | UPVV-1105 | 2001年1月26日  |
| 6    | 21 - 23  | UPVV-1106 | 2001年2月23日  |
| 7    | 24 - 26  | UPVV-1107 | 2001年3月23日  |

### DVDビデオ
DVDビデオが北米で発売されていたことがある。ただし、4巻（第1期18話まで）で未完のまま、廃盤となった。
日本国内でも放送終了後、長らくDVDは発売されていなかったが、放送終了から17年経ってDVD-BOXが発売された。

#### DVD-BOX
1巻（2017年8月9日発売）DVD5枚組。第1期を収録。
2巻（2017年8月9日発売）DVD5枚組。第2期を収録。
収録されている映像はハイビジョンマスター版。

### マスタリングごとの特徴
地上波放送（地上波アナログ放送）版、ハイビジョンマスター版、デジタルリマスター版、それぞれの特徴は以下の通りである。
|        | 地上波放送版 | ハイビジョンマスター版 | デジタルリマスター版                                         |
| ------ | ------------ | --- | ------------------------------------------------------------ |
| 画角   | 4:3          | 16:9 | 4:3                                                          |
| 色域   | NTSC         | NTSC | sRGB                                                         |
| その他 |              | 4:3映像では見切れている部分（横に広い部分）が収録されている。 ハイビジョン放送用にリマスタリングされた映像であり、地上波放送版を単純に上下カットしているわけではない。 | 地上波放送版と比較して、光過敏性発作の対策が強化されている。 |

## コミック版

### 麻宮騎亜版
ちゃお（小学館・刊）連載。未完。
- 第1巻 （1999年9月、ISBN 4-09-135881-0）
- 第2巻 （2000年4月、ISBN 4-09-135882-9）

### 岡本慶子版
書き下ろし。NHK出版発売。
いわゆるアニメ版に準拠しているが、大きく異なる点も多い。
- 第1期
  - 第1巻 （1999年4月、ISBN 4-14-454055-3）
  - 第2巻 （1999年6月、ISBN 4-14-454056-1）
  - 第3巻 （1999年8月、ISBN 4-14-454057-X）
  - 第4巻 （1999年10月、ISBN 4-14-454058-8）
  - 第5巻 （1999年12月、ISBN 4-14-454059-6）
- 第2期
  - 第1巻 （2000年4月、ISBN 4-14-454064-2）
  - 第2巻 （2000年6月、ISBN 4-14-454065-0）
  - 第3巻 （2000年8月、ISBN 4-14-454066-9）
  - 第4巻 （2000年10月、ISBN 4-14-454067-7）